# Malms järnvägsstation
Malms järnvägsstation (Ml, finska Malmin rautatieasema) är en järnvägsstation i Helsingfors i stadsdelen Malm. Den ligger mellan stationerna Bocksbacka och Mosabacka. Avståndet från Helsingfors centralstation är cirka 11 kilometer. Vid stationen stannar närtrafikens tåg I (Helsingfors-Dickursby), K, N (Helsingfors-Kervo) och T (Helsingfors-Riihimäki).

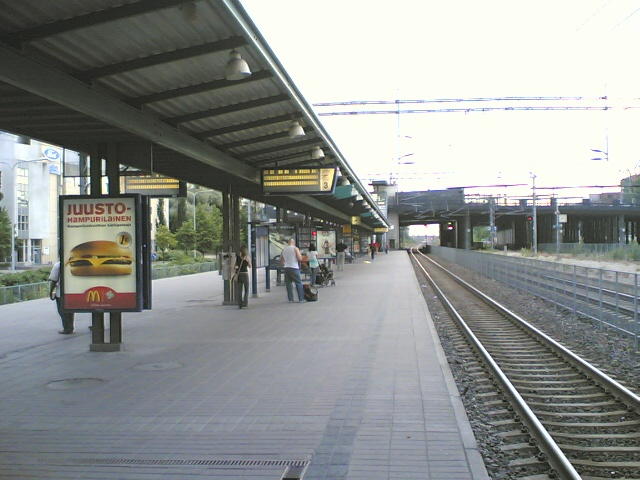
Malms järnvägsstation i Helsingfors.
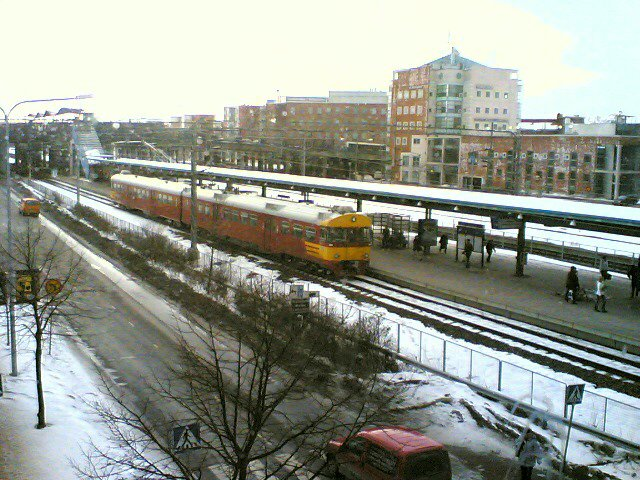
Malms järnvägsstation i Helsingfors.